# 鼻

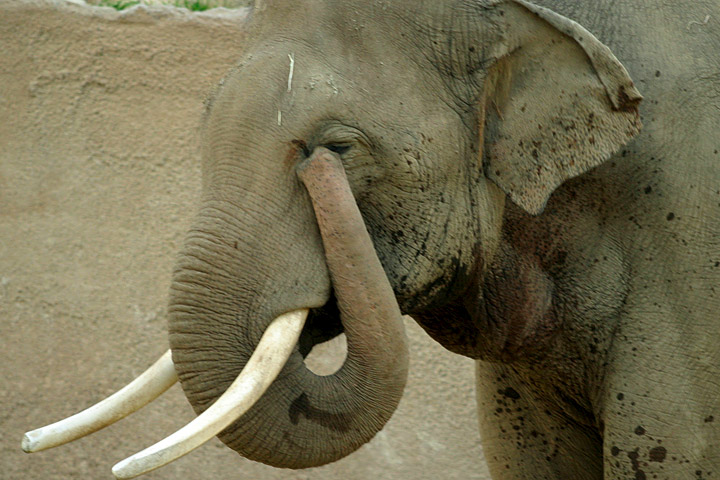
ゾウの鼻は把握性（prehensility）を有する

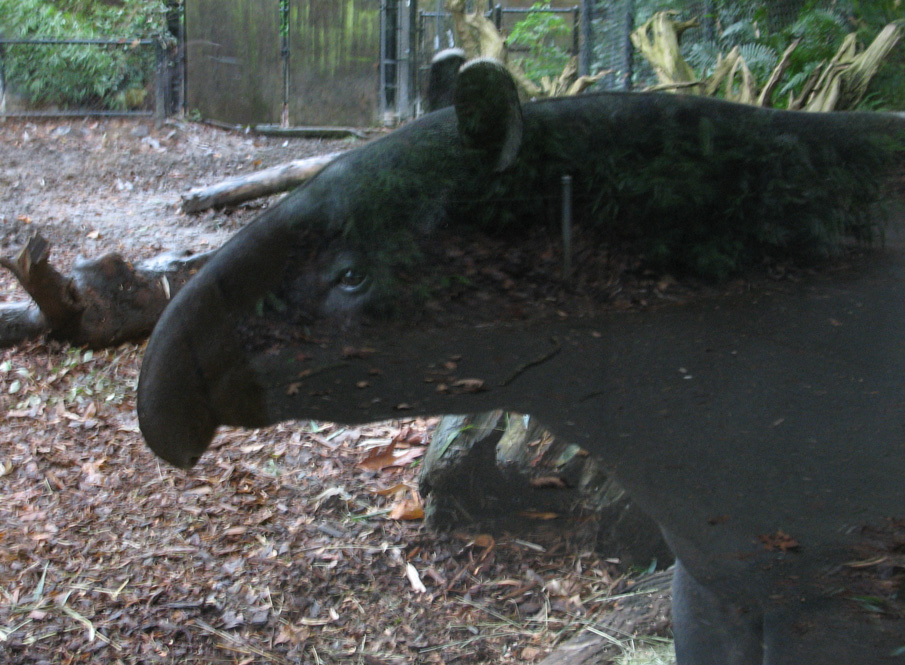
マレーバクの鼻

鼻（はな）は、動物の器官のひとつで、嗅覚をつかさどる感覚器、そして呼吸をするための呼吸器である。飲食物はじめにおいを嗅ぐ点で、口の補助的役割も務める。

## 構造と機能
鼻は脊椎動物に見られる構造で、鼻孔を囲む部分である。鼻孔は魚類以上の脊椎動物にすべて存在するが、その部分が鼻としてまとまっているのは哺乳類だけである。こうした哺乳類特有の鼻は、爬虫類のような顔つきをしていた祖先の上あごの先（前上顎骨領域）が転用されて進化したとする説がある。
一般的な哺乳類において、鼻孔は頭の前端にあり、その周囲はやや周辺とは異なった盛り上がりを見せる。これが鼻である。ただしイルカやクジラ類は鼻孔が頭部背面にあり、鼻は見られない。クジラ類の鼻孔は噴気孔とも呼ばれる通り呼吸器官にほぼ特化しており、嗅覚は退化している。
鼻は口の上にあり、口よりやや前に突き出し、餌をとる寸前の確認に使われる。表面は感触器で、鼻腔内は嗅覚器としても機能する。豚やイノシシでは鼻先は地面をかきわけ、餌を探すなどの役割を担っている。もっともよく鼻を使う動物はゾウであろう。ゾウの鼻は非常に長いうえ多機能であり、大量の水を吸い上げることもできれば、物をつかんで持ち上げることもできる。ゾウはこの鼻の機能をフルに使い、餌を食べる時の補助に鼻を使うこともあれば、吸い上げた水を体にかけシャワーを浴びたり、逆に体を保護するために体に土を吹きつけるなど様々な用途に使用している。手にも似たこうした機能を持つ鼻はほぼゾウに限られたものである。

## ヒトの鼻

### 外鼻
ヒトの鼻は外鼻と鼻腔に分けられる。外鼻は顔面の中央に突き出し、鼻根・鼻背・鼻翼・鼻尖の各部分からなる。鼻根部分には長方形の扁平骨である鼻骨があり、他に鼻軟骨が構造を形成する。また外鼻は鼻腔前面の壁でもあり、外鼻孔で外界に開口している。

### 鼻腔
外鼻のすぐ裏から奥の後鼻孔で咽頭に繋がる空間である鼻腔は、中央に鼻中隔が仕切り左右に分かれている。前鼻孔から約2cmほどの部分は鼻前庭といい、皮膚が覆い、空気を濾過する鼻毛が生える部分である。鼻中隔の反対側の壁面からは襞が3枚あり、それぞれを上・中・下鼻甲介と呼ばれる。この襞が垂れ下がることでできる通路を上・中・下鼻道といい、鼻甲介と鼻中隔の間隔部は総鼻道という。鼻甲介で面積を稼ぐ鼻腔部分では、呼気が温められ、適度な湿気を与える上、埃などを取り除き空気を浄化する役割を持つ。上・中・下鼻道は後鼻孔で再び一つにまとまり、咽頭へと続く。また、鼻は口とつながっているほか、鼻涙管によって目と、耳管によって耳と、それぞれつながっている。鼻涙管の開口部は下鼻道の前部に存在し、耳管の開口部は後鼻孔に存在する。
鼻腔は鼻前庭を除き全体が粘膜で覆われている。上皮部分には多裂線毛や鼻腺があり、血管が多く走っている。特に外鼻孔に近い鼻中隔の前端部分には毛細血管が多く、またすぐ下には軟骨があることから傷つき鼻血を起こしやすい。この部分はキーゼルバッハ部位と呼ばれる。
鼻腔上部を覆う粘膜層は特に嗅上皮といい、そこには嗅毛を持つ嗅細胞とそれを支える支持細胞があり、嗅覚を担う嗅覚器を構成する。嗅毛を覆う粘液ににおい成分が溶け込むと嗅神経が刺激され、信号が篩骨を貫通する嗅神経を通って脳の嗅球に到達し、大脳皮質そして大脳辺縁に届いてにおいとして認識される。

### 副鼻腔
鼻腔のまわりの頭蓋骨の中には、副鼻腔という空間がある。鼻腔の中鼻道と繋がりがある前頭洞・上顎洞・篩骨洞と、鼻腔の奥上方にある蝶型骨洞がそれぞれあり、内側は粘膜が覆う。副鼻腔はしばしば鼻腔の炎症が開口部を通じて伝わる事があり、繋がりが狭いために逆に膿の排出が困難となって蓄膿症を引き起こす事がある。

## 文化

### 語彙
"はな" という和語は、「はじまり」「先頭」などを意味する。「はなからわかっている」「出端（でばな）を挫く」などと形容し、下駄の鼻緒は鼻の形をしているからではなく先頭にあるからである。また、漢語においても「物事を最初にはじめた人物」を「鼻祖」というなどの表現がある。
中国語では「洟」という別の単語を用いるが、鼻水をも“はな”という和語でいうことができる。

### 派生義
日本語で、鼻に似た、鋭角に突き出た形状のものを「鼻」と呼ぶ例もある。
- 岬 - 多古鼻、荒岬鼻、生地鼻 など
- 砂州 - 妙岐の鼻 など

### 表記
中国語の「鼻」という単語には、もともと鼻の形をかたどった象形文字である「自」という文字が使われていた。しかし後に音符の「畀」を加えた「鼻」という文字が作られ、そちらが使われるようになった。
「自」字は仮借によって、「みずから」を意味する単語や「～より」を意味する前置詞にも用いる。「みずから」の意味に使われるのは自分を指すのに鼻を指したからだと主張されることがあるが、これは根拠のない憶測に基づく民間俗説である。

### 位置づけ
日本語・中国語では鼻は「高い／低い」で表現するが、他の多くの言語では「長い／短い」で表現する。「クレオパトラの鼻がもう少し低かったら、歴史は変わっていただろう」というパスカルの『パンセ』における言葉は、実際には「court（短い）」であり、芥川龍之介の『侏儒の言葉』で「〜鼻が曲がっていたら」となっているのは、これを「courbe （曲がった）」と誤解したためと言われ、鼻と「長い／短い」という表現との間の連想が働かなかったためではないかと考えられる。
このように、人間において、鼻がユーモラスに感じられたり、他方で侮辱に用いられたりする理由の仮説として、要は、ヒトの鼻は他の動物に比べ、肉厚で盛り上がりすぎる点が挙げられる。これは、一説によると、ヒトは最も寒い地域に適応した猿であって、肺へ入る空気を暖める仕組みとして、長い空気通路を確保するために鼻が高くなったという。しかし、鼻が高くなった理由として、これを男性性器の模倣であるとする考え方がある。鼻の大きい男性は性器も大きいとの俗説や、天狗のお面が男性器の象徴に用いられる場合があることなど、それを心理的に裏付けるものである可能性がある。
欧米ではコーカソイドの高すぎる鼻は醜いとされる傾向があり、美容整形では鼻を低くする手術が主流である（特に「鉤鼻」「鷲鼻」などが不細工とされる傾向がある）とにかく、高い低いよりも、世界的には鼻孔が丸型ではなく縦型である事と、正面から鼻孔が見えない事と、横顔の鼻のラインがごく緩くカーブしたラインが美しい鼻とされている。
鼻を突き出すことは自己主張と見なされる傾向があり、たとえば自慢げであることを「鼻が高い」、問題に横から介入することを「鼻を突っ込む」、威張っているものを打ちのめすことを「鼻をへし折る」等の用法がある。また不満げな様子として「鼻を鳴らす」、勢い込んでいることを「鼻息が荒い」等、感情に直結した表現もある。また刺激臭は「鼻を突くニオイ」と言ったりするなど、鼻が嗅覚と関係しているために生じた表現も存在する。

## 動物の鼻
食肉類、偶蹄類などの哺乳類に見られる鼻孔周辺の濡れたような皮膚は、鼻鏡と呼ばれる。
クジラやイルカ等においては、頭の上にある噴気孔となっている。ほとんどのクジラは噴気孔が一つになってしまっているが、ヒゲクジラ類は二つである。

### 鼻紋

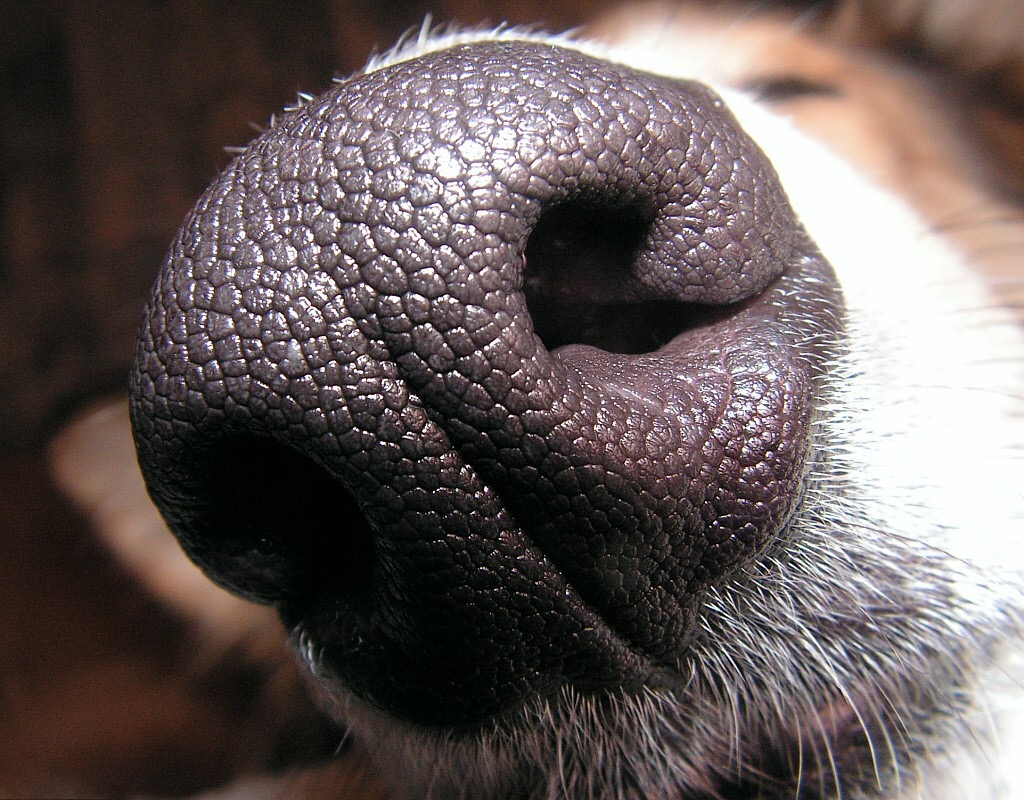
イヌの鼻紋 イヌ、ネコ、ウシ、ウマなどの鼻紋は、生涯変わることがないため、固体識別に利用することが出来る。

全ての動物の鼻に存在するわけではないものの、ある種の動物の鼻には凹凸のある文様が存在し、これを鼻紋と呼ぶ。この凹凸と文様は、ヒトの指紋と同様に一生変わらないものであるため、ウシなどの個体識別に用いられることがある。特に、ウシの中でも斑紋を持たない種類において重宝され、例えば和牛の登録にも利用されている。なお、持ち主がウシの耳介に、持ち主ごとに異なる形状の切れ込みを入れることで個体識別をする文化もある。しかし、この切れ込みは、当然ながらウシが産まれながらに持っているものではない。対して、鼻紋はウシが産まれながらに持っているものなので、鼻紋を用いた識別法は、ウシの生得的特徴を利用した方法と言える。